# Campeonato Mundial de Xadrez de 1978
O match pelo Campeonato Mundial de Xadrez de 1978 foi disputado entre o campeão Anatoly Karpov e o desafiante Viktor Korchnoi. A competição foi realizada entre 18 de julho e 18 de outubro  em um match onde o primeiro a vencer seis partidas seria o campeão. Karpov manteve o título após alcançar a sexta vitória em 32 partidas. Korchnoi disputou as competições do ciclo do campeonato mundial sem a bandeira de um Estado, uma vez que havia desertado da União Soviética. O fato de Korchnoi ter abandonado a URSS, adicionou um novo ingrediente ao confronto, com os soviéticos mobilizando todas as forças para evitar uma derrota contra um desertor.

## Torneios Interzonais
Dois Torneios Interzonais foram realizados nas cidades de Manila e Bienna. Cada competição classificou três jogadores ao Torneio de Candidatos.
| Jogador | Rating              | 1    | 2 | 3 | 4 | 5 | 6 | 7 | 8 | 9 | 10 | 11 | 12 | 13 | 14 | 15 | 16 | 17 | 18 | 19 | 20 | Total |     |
| ------- | ------------------- | ---- | - | - | - | - | - | - | - | - | -- | -- | -- | -- | -- | -- | -- | -- | -- | -- | -- | ----- | --- |
| 1       | Henrique Mecking    | 2620 | - | ½ | ½ | 1 | ½ | ½ | ½ | 1 | ½  | 0  | ½  | 1  | ½  | 1  | 1  | ½  | ½  | 1  | 1  | 1     | 13  |
| 2       | Lev Polugaevsky     | 2635 | ½ | - | 0 | ½ | ½ | ½ | ½ | ½ | 1  | ½  | 1  | ½  | ½  | 1  | ½  | 1  | 1  | ½  | 1  | 1     | 12½ |
| 3       | Vlastimil Hort      | 2600 | ½ | 1 | - | 0 | ½ | 0 | ½ | 0 | ½  | ½  | 1  | ½  | 1  | ½  | 1  | 1  | 1  | 1  | 1  | 1     | 12½ |
| 4       | Vitaly Tseshkovsky  | 2550 | 0 | ½ | 1 | - | ½ | ½ | 0 | 1 | ½  | ½  | ½  | ½  | 0  | 1  | 1  | 1  | 1  | ½  | 1  | 1     | 12  |
| 5       | Zoltan Ribli        | 2575 | ½ | ½ | ½ | ½ | - | 1 | 1 | 1 | ½  | 0  | ½  | 0  | 1  | 1  | ½  | 0  | ½  | ½  | 1  | 1     | 11½ |
| 6       | Ljubomir Ljubojevic | 2620 | ½ | ½ | 1 | ½ | 0 | - | 0 | 0 | 1  | ½  | 0  | ½  | 1  | 1  | 1  | 1  | ½  | 1  | ½  | 1     | 11½ |
| 7       | Lubomir Kavalek     | 2540 | ½ | ½ | ½ | 1 | 0 | 1 | - | ½ | ½  | 1  | ½  | 1  | 0  | ½  | 0  | 0  | ½  | ½  | 1  | 1     | 10½ |
| 8       | Oscar Panno         | 2520 | 0 | ½ | 1 | 0 | 0 | 1 | ½ | - | 1  | 1  | 0  | ½  | ½  | 0  | ½  | ½  | 1  | 1  | ½  | 1     | 10½ |
| 9       | Yuri Balashov       | 2545 | ½ | 0 | ½ | ½ | ½ | 0 | ½ | 0 | -  | 1  | ½  | ½  | ½  | 1  | ½  | ½  | 1  | 1  | 1  | ½     | 10½ |
| 10      | Boris Spassky       | 2630 | 1 | ½ | ½ | ½ | 1 | ½ | 0 | 0 | 0  | -  | ½  | 1  | ½  | ½  | ½  | ½  | ½  | ½  | ½  | 1     | 10  |
| 11      | Florin Gheorghiu    | 2540 | ½ | 0 | 0 | ½ | ½ | 1 | ½ | 1 | ½  | ½  | -  | 1  | ½  | ½  | ½  | ½  | 0  | ½  | 1  | ½     | 10  |
| 12      | Wolfgang Uhlmann    | 2555 | 0 | ½ | ½ | ½ | 1 | ½ | 0 | ½ | ½  | 0  | 0  | -  | 1  | 1  | ½  | 1  | 1  | ½  | 0  | 1     | 10  |
| 13      | Sergio Mariotti     | 2470 | ½ | ½ | 0 | 1 | 0 | 0 | 1 | ½ | ½  | ½  | ½  | 0  | -  | 1  | ½  | ½  | 1  | 1  | 1  | 0     | 10  |
| 14      | Miguel Quinteros    | 2540 | 0 | 0 | ½ | 0 | 0 | 0 | ½ | 1 | 0  | ½  | ½  | 0  | 0  | -  | 1  | 1  | 1  | 1  | 1  | 1     | 9   |
| 15      | Walter Browne       | 2585 | 0 | ½ | 0 | 0 | ½ | 0 | 1 | ½ | ½  | ½  | ½  | ½  | ½  | 0  | -  | 1  | 1  | ½  | 0  | 1     | 8½  |
| 16      | Eugenio Torre       | 2505 | ½ | 0 | 0 | 0 | 1 | 0 | 1 | ½ | ½  | ½  | ½  | 0  | ½  | 0  | 0  | -  | 0  | 1  | 1  | 0     | 7   |
| 17      | Peter Biyiasas      | 2460 | ½ | 0 | 0 | 0 | ½ | ½ | ½ | 0 | 0  | ½  | 1  | 0  | 0  | 0  | 0  | 1  | -  | 1  | ½  | 0     | 6   |
| 18      | Ludek Pachman       | 2520 | 0 | ½ | 0 | ½ | ½ | 0 | ½ | 0 | 0  | ½  | ½  | ½  | 0  | 0  | ½  | 0  | 0  | -  | ½  | ½     | 5   |
| 19      | Lian Ann Tan        |      | 0 | 0 | 0 | 0 | 0 | ½ | 0 | ½ | 0  | ½  | 0  | 1  | 0  | 0  | 1  | 0  | ½  | ½  | -  | ½     | 5   |
| 20      | Khosro Harandi      | 2380 | 0 | 0 | 0 | 0 | 0 | 0 | 0 | 0 | ½  | 0  | ½  | 0  | 1  | 0  | 0  | 1  | 1  | ½  | ½  | -     | 5   |

|    | Jogador              | Rating | 1 | 2 | 3 | 4 | 5 | 6 | 7 | 8 | 9 | 10 | 11 | 12 | 13 | 14 | 15 | 16 | 17 | 18 | 19 | 20 | Total |
| -- | -------------------- | ------ | - | - | - | - | - | - | - | - | - | -- | -- | -- | -- | -- | -- | -- | -- | -- | -- | -- | ----- |
| 1  | Bent Larsen          | 2625   | - | 0 | 1 | ½ | ½ | 0 | ½ | ½ | ½ | ½  | 1  | ½  | 1  | ½  | ½  | 1  | 1  | 1  | 1  | 1  | 12½   |
| 2  | Tigran Petrosian     | 2635   | 1 | - | ½ | ½ | ½ | ½ | 1 | ½ | ½ | ½  | ½  | 1  | ½  | ½  | ½  | 1  | ½  | 0  | 1  | 1  | 12    |
| 3  | Lajos Portisch       | 2625   | 0 | ½ | - | 0 | ½ | ½ | ½ | 1 | 1 | 1  | 1  | 1  | ½  | 1  | 1  | 0  | ½  | 1  | 0  | 1  | 12    |
| 4  | Mikhail Tal          | 2615   | ½ | ½ | 1 | - | 0 | 1 | 1 | ½ | ½ | ½  | ½  | ½  | ½  | ½  | ½  | ½  | ½  | 1  | 1  | 1  | 12    |
| 5  | Vassily Smyslov      | 2580   | ½ | ½ | ½ | 1 | - | 0 | ½ | 1 | ½ | ½  | ½  | ½  | ½  | 1  | ½  | ½  | 1  | 1  | ½  | ½  | 11½   |
| 6  | Robert Byrne         | 2540   | 1 | ½ | ½ | 0 | 1 | - | ½ | ½ | 0 | ½  | ½  | ½  | 1  | ½  | ½  | ½  | 1  | 1  | ½  | 1  | 11½   |
| 7  | Robert Hübner        | 2585   | ½ | 0 | ½ | 0 | ½ | ½ | - | ½ | 1 | ½  | ½  | ½  | 1  | 1  | ½  | ½  | 1  | ½  | 1  | 1  | 11½   |
| 8  | Ulf Andersson        | 2585   | ½ | ½ | 0 | ½ | 0 | ½ | ½ | - | 0 | ½  | 0  | ½  | ½  | ½  | 1  | 1  | 1  | 1  | 1  | 1  | 10½   |
| 9  | Istvan Csom          | 2490   | ½ | ½ | 0 | ½ | ½ | 1 | 0 | 1 | - | ½  | 0  | 0  | 0  | 1  | 1  | 1  | 0  | 1  | 1  | ½  | 10    |
| 10 | Efim Geller          | 2620   | ½ | ½ | 0 | ½ | ½ | ½ | ½ | ½ | ½ | -  | ½  | 1  | ½  | ½  | 0  | ½  | 1  | 0  | 1  | 1  | 10    |
| 11 | Jan Smejkal          | 2615   | 0 | ½ | 0 | ½ | ½ | ½ | ½ | 1 | 1 | ½  | -  | 0  | ½  | 0  | 1  | ½  | ½  | 1  | ½  | 1  | 10    |
| 12 | Gennadi Sosonko      | 2505   | ½ | 0 | 0 | ½ | ½ | ½ | ½ | ½ | 1 | 0  | 1  | -  | ½  | ½  | ½  | ½  | ½  | ½  | ½  | 1  | 9½    |
| 13 | Vladimir Liberzon    | 2540   | 0 | ½ | ½ | ½ | ½ | 0 | 0 | ½ | 1 | ½  | ½  | ½  | -  | 0  | ½  | 1  | ½  | ½  | 1  | ½  | 9     |
| 14 | Kenneth Rogoff       | 2480   | ½ | ½ | 0 | ½ | 0 | ½ | 0 | ½ | 0 | ½  | 1  | ½  | 1  | -  | ½  | 0  | ½  | 1  | 1  | ½  | 9     |
| 15 | Boris Gulko          | 2530   | ½ | ½ | 0 | ½ | ½ | ½ | ½ | 0 | 0 | 1  | 0  | ½  | ½  | ½  | -  | ½  | 0  | 1  | 1  | 1  | 9     |
| 16 | Raul Sanguineti      | 2480   | 0 | 0 | 1 | ½ | ½ | ½ | ½ | 0 | 0 | ½  | ½  | ½  | 0  | 1  | ½  | -  | ½  | ½  | ½  | 1  | 8½    |
| 17 | Aleksandar Matanovic | 2525   | 0 | ½ | ½ | ½ | 0 | 0 | 0 | 0 | 1 | 0  | ½  | ½  | ½  | ½  | 1  | ½  | -  | ½  | ½  | 1  | 8     |
| 18 | Oscar Castro Rojas   | 2380   | 0 | 1 | 0 | 0 | 0 | 0 | ½ | 0 | 0 | 1  | 0  | ½  | ½  | 0  | 0  | ½  | ½  | -  | 1  | ½  | 6     |
| 19 | Andre Lombard        | 2420   | 0 | 0 | 1 | 0 | ½ | ½ | 0 | 0 | 0 | 0  | ½  | ½  | 0  | 0  | 0  | ½  | ½  | 0  | -  | 1  | 5     |
| 20 | Joaquin Carlos Diaz  |        | 0 | 0 | 0 | 0 | ½ | 0 | 0 | 0 | ½ | 0  | 0  | 0  | ½  | ½  | 0  | 0  | 0  | ½  | 0  | -  | 2½    |

## Torneio de Candidatos
Bobby Fischer tinha direito a uma vaga por ser o perdedor (por desistência) do campeonato mundial anterior, mas o estadunidense não quis participar e foi substituído por Boris Spassky (perdedor nas semifinais do Torneio de Candidatos anterior). Viktor Korchnoi (finalista do Torneio de Candidatos em 1975) também ganhou uma vaga direta na competição, juntando-se a Spassky e os classificados nos Torneios Interzonais. Korchnoi disputou a competição sem um Estado, jogando sob a bandeira da FIDE.

### Tabela
|  | Quartas de final | Quartas de final | Quartas de final |                 |                 | Semifinais      | Semifinais | Semifinais |  |  | Final | Final | Final |  |
|  |                  |                  |                  |                 |                 |                 |            |            |  |  |       |       |       |  |
|  |                  | Viktor Korchnoi  | 6½               |                 |                 |                 |            |            |  |  |       |       |       |  |
|  |                  | Viktor Korchnoi  | 6½               |                 |                 |                 |            |            |  |  |       |       |       |  |
|  | União Soviética  | Tigran Petrosian | 5½               |                 |                 |                 |            |            |  |  |       |       |       |  |
|  | União Soviética  | Tigran Petrosian | 5½               |                 |                 | Viktor Korchnoi | 8½         |            |  |  |       |       |       |  |
|  |                  |                  |                  |                 |                 | Viktor Korchnoi | 8½         |            |  |  |       |       |       |  |
|  |                  |                  | União Soviética  | Lev Polugaevsky | 4½              |                 |            |            |  |  |       |       |       |  |
|  | União Soviética  | Lev Polugaevsky  | União Soviética  | Lev Polugaevsky | 4½              | 6½              |            |            |  |  |       |       |       |  |
|  | União Soviética  | Lev Polugaevsky  |                  |                 |                 |                 |            |            |  |  |       |       |       |  |
|  | Brasil           | Henrique Mecking | 5½               |                 |                 |                 |            |            |  |  |       |       |       |  |
|  | Brasil           | Henrique Mecking | 5½               |                 |                 | Viktor Korchnoi | 10½        |            |  |  |       |       |       |  |
|  |                  |                  |                  |                 |                 |                 |            |            |  |  |       |       |       |  |
|  |                  |                  | União Soviética  | Boris Spassky   | 7½              |                 |            |            |  |  |       |       |       |  |
|  | União Soviética  | Boris Spassky    | União Soviética  | Boris Spassky   | 7½              | 8½              |            |            |  |  |       |       |       |  |
|  | União Soviética  | Boris Spassky    |                  |                 |                 |                 |            |            |  |  |       |       |       |  |
|  | Checoslováquia   | Vlastimil Hort   | 7½               |                 |                 |                 |            |            |  |  |       |       |       |  |
|  | Checoslováquia   | Vlastimil Hort   | 7½               |                 | União Soviética | Boris Spassky   | 8½         |            |  |  |       |       |       |  |
|  |                  |                  |                  |                 | União Soviética | Boris Spassky   | 8½         |            |  |  |       |       |       |  |
|  |                  |                  | Hungria          | Lajos Portisch  | 6½              |                 |            |            |  |  |       |       |       |  |
|  | Dinamarca        | Bent Larsen      | Hungria          | Lajos Portisch  | 6½              | 3½              |            |            |  |  |       |       |       |  |
|  | Dinamarca        | Bent Larsen      |                  |                 |                 |                 |            |            |  |  |       |       |       |  |
|  | Hungria          | Lajos Portisch   | '6½              |                 |                 |                 |            |            |  |  |       |       |       |  |

### Matches

#### Quartas de final
As quartas de final foram jogadas em uma melhor de 12 partidas. Se houvesse empate em 6-6, um mini-match em melhor de duas partidas seria jogado até existir um vencedor.
 Barga, Itália, de fevereiro a março de 1977
| Jogador          | 1 | 2 | 3 | 4 | 5 | 6 | 7 | 8 | 9 | 10 | 11 | 12 | Total |
| ---------------- | - | - | - | - | - | - | - | - | - | -- | -- | -- | ----- |
| Viktor Korchnoi  | ½ | ½ | ½ | ½ | 1 | 0 | ½ | 1 | ½ | ½  | ½  | ½  | 6½    |
| Tigran Petrosian | ½ | ½ | ½ | ½ | 0 | 1 | ½ | 0 | ½ | ½  | ½  | ½  | 5½    |

 Lucerna, Suíça, de fevereiro a março de 1977
| Jogador          | 1 | 2 | 3 | 4 | 5 | 6 | 7 | 8 | 9 | 10 | 11 | 12 | Total |
| ---------------- | - | - | - | - | - | - | - | - | - | -- | -- | -- | ----- |
| Lev Polugaevsky  | ½ | 1 | ½ | ½ | ½ | ½ | ½ | ½ | ½ | ½  | ½  | ½  | 6½    |
| Henrique Mecking | ½ | 0 | ½ | ½ | ½ | ½ | ½ | ½ | ½ | ½  | ½  | ½  | 5½    |

 Reiquiavique, Islândia, de fevereiro a março de 1977
| Jogador        | 1 | 2 | 3 | 4 | 5 | 6 | 7 | 8 | 9 | 10 | 11 | 12 |  | 1 | 2 |  | 1 | 2 | Total |
| -------------- | - | - | - | - | - | - | - | - | - | -- | -- | -- |  | - | - |  | - | - | ----- |
| Boris Spassky  | ½ | ½ | 1 | ½ | ½ | ½ | ½ | ½ | ½ | 0  | ½  | ½  |  | ½ | ½ |  | 1 | ½ | 8½    |
| Vlastimil Hort | ½ | ½ | 0 | ½ | ½ | ½ | ½ | ½ | ½ | 1  | ½  | ½  |  | ½ | ½ |  | 0 | ½ | 7½    |

 Roterdam, Países Baixos, de fevereiro a março de 1977
| Jogador        | 1 | 2 | 3 | 4 | 5 | 6 | 7 | 8 | 9 | 10 | Total |
| -------------- | - | - | - | - | - | - | - | - | - | -- | ----- |
| Bent Larsen    | 0 | ½ | 1 | 0 | ½ | 0 | 1 | 0 | ½ | 0  | 3½    |
| Lajos Portisch | 1 | ½ | 0 | 1 | ½ | 1 | 0 | 1 | ½ | 1  | 6½    |

#### Semifinais
As semifinais foram jogadas em uma melhor de 16 partidas.
 Évian-les-Bains, França, julho de 1977
| Jogador         | 1 | 2 | 3 | 4 | 5 | 6 | 7 | 8 | 9 | 10 | 11 | 12 | 13 | Total |
| --------------- | - | - | - | - | - | - | - | - | - | -- | -- | -- | -- | ----- |
| Viktor Korchnoi | 1 | 1 | 1 | ½ | ½ | 1 | 1 | 0 | ½ | ½  | ½  | ½  | ½  | 8½    |
| Lev Polugaevsky | 0 | 0 | 0 | ½ | ½ | 0 | 0 | 1 | ½ | ½  | ½  | ½  | ½  | 4½    |

 Genebra, Suíça, de julho a agosto de 1977
| Jogador        | 1 | 2 | 3 | 4 | 5 | 6 | 7 | 8 | 9 | 10 | 11 | 12 | 13 | 14 | 15 | Total |
| -------------- | - | - | - | - | - | - | - | - | - | -- | -- | -- | -- | -- | -- | ----- |
| Boris Spassky  | ½ | ½ | 0 | ½ | 1 | ½ | ½ | 0 | 1 | ½  | ½  | ½  | 1  | 1  | ½  | 8½    |
| Lajos Portisch | ½ | ½ | 1 | ½ | 0 | ½ | ½ | 1 | 0 | ½  | ½  | ½  | 0  | 0  | ½  | 6½    |

#### Final
A final do Torneio de Candidatos foi jogada em uma melhor de 20 partidas.
 Belgrado, Iugoslávia, novembro a dezembro de 1977
| Jogador         | 1 | 2 | 3 | 4 | 5 | 6 | 7 | 8 | 9 | 10 | 11 | 12 | 13 | 14 | 15 | 16 | 17 | 18 | Total |
| --------------- | - | - | - | - | - | - | - | - | - | -- | -- | -- | -- | -- | -- | -- | -- | -- | ----- |
| Viktor Korchnoi | ½ | 1 | 1 | ½ | ½ | ½ | 1 | 1 | ½ | 1  | 0  | 0  | 0  | 0  | ½  | ½  | 1  | 1  | 10½   |
| Boris Spassky   | ½ | 0 | 0 | ½ | ½ | ½ | 0 | 0 | ½ | 0  | 1  | 1  | 1  | 1  | ½  | ½  | 0  | 0  | 8½    |

## Matchpelo título
O match foi jogado sem limite de partidas, o vencedor seria aquele que ganhasse seis partidas primeiro.
O confronto teve muitos incidentes bizarros e ganhou grande espaço na cobertura da mídia ocidental. A equipe de Karpov incluía um certo Dr. Zukhar (um conhecido hipnotizador), enquanto Korchnoi contratou dois renegados locais que estavam sob fiança acusados de homicídio. Havia mais polêmica fora do tabuleiro, com ações teatrais que iam desde raio-x de cadeiras (procurando por dispositivos eletrônicos), protestos sobre as bandeiras usadas no tabuleiro, as inúmeras reclamações de hipnotismo e os óculos espelhados usados por Korchnoi. Quando a equipe de Karpov enviou para ele um iogurte de mirtilo durante uma partida, sem que Karpov tivesse solicitado, a equipe de Korchnoi protestou, alegando que poderia ser algum tipo de código.
Em termos de competição esportiva, o match teve muitos momentos de emoção, embora a qualidade do jogo nem sempre tenha sido espetacular. Depois de 17 partidas, Karpov tinha uma vantagem de 4-1. Korchnoi venceu a partida 21, mas Karpov venceu a 27, colocando-o à beira da vitória no match com uma vantagem de 5–2. Korchnoi então lutou até o fim, conseguindo três vitórias e empatando o confronto em 5-5. No entanto, Karpov foi o primeiro a conseguir uma vitória e confirmou seu título com um placar de 6 vitórias a 5, com 21 empates.
 Baguio, Filipinas, de julho a outubro de 1978
| Jogador         | 1 | 2 | 3 | 4 | 5 | 6 | 7 | 8 | 9 | 10 | 11 | 12 | 13 | 14 | 15 | 16 | 17 | 18 | 19 | 20 | 21 | 22 | 23 | 24 | 25 | 26 | 27 | 28 | 29 | 30 | 31 | 32 | Total |
| --------------- | - | - | - | - | - | - | - | - | - | -- | -- | -- | -- | -- | -- | -- | -- | -- | -- | -- | -- | -- | -- | -- | -- | -- | -- | -- | -- | -- | -- | -- | ----- |
| Anatoly Karpov  | ½ | ½ | ½ | ½ | ½ | ½ | ½ | 1 | ½ | ½  | 0  | ½  | 1  | 1  | ½  | ½  | 1  | ½  | ½  | ½  | 0  | ½  | ½  | ½  | ½  | ½  | 1  | 0  | 0  | ½  | 0  | 1  | 16½   |
| Viktor Korchnoi | ½ | ½ | ½ | ½ | ½ | ½ | ½ | 0 | ½ | ½  | 1  | ½  | 0  | 0  | ½  | ½  | 0  | ½  | ½  | ½  | 1  | ½  | ½  | ½  | ½  | ½  | 0  | 1  | 1  | ½  | 1  | 0  | 15½   |

## Filmografia
- Closing Gambit: 1978 Korchnoi versus Karpov and the Kremlin (2018). Documentário de  Alan Byron.
- Чемпион мира (2021). - Filme de Aleksey Sidorov